# Lola Luigi
Lola Luigi (* 1920; † nach 1991) war eine deutsche Synchronsprecherin und Hörspielsprecherin.

## Leben und Wirken
Über das Leben Lola Luigis war wenig bekannt. Sie lebte nach Angaben verschiedener Bühnenjahrbücher in Berlin-Grunewald und war bis Ende der 1940er Jahre an zahlreichen Berliner Bühnen tätig, etwa am Renaissance-Theater und am Schillertheater. Bis zu seinem Tod war sie mit dem Sprecher, Regisseur und Produzenten Siegfried Niemann verheiratet, der an der Seite von Richard Baier und Elmer Bantz die letzten Radiosendungen des Großdeutschen Rundfunks am Ende des Zweiten Weltkriegs verlesen hatte.
Lola Luigi fokussierte sich in den 1950er und 1960er Jahren auf die Filmsynchronisation. Sie lieh Lois Maxwell als Miss Moneypenny in mehreren James-Bond-Filmen, darunter Goldfinger von 1964, ihre Stimme. Zudem sprach sie Véra Clouzot in Lohn der Angst, von Alice Pearce in Was diese Frau so alles treibt und Spion in Spitzenhöschen, von Katherine Helmond in Alfred Hitchcocks Familiengrab und von Rita Moreno im weltbekannten Musical West Side Story. Besonders häufig war Luigi in kleineren Rollen in den Filmen Luis Bunuels zu hören. Nach der Phase großer Aktivität nahm die Prominenz ihrer Synchronrollen jedoch stetig ab. Zeitgleich verstärkte sie ihre ohnehin umfangreiche Mitarbeit an Hörspielproduktionen für den RIAS und besonders den SFB, allerdings auch hier vorrangig in kleineren Parts. Kindern und Jugendlichen wurde Luigis sympathische Stimme aus kommerziellen Kinderhörspielreihen des Labels Kiosk bekannt, die in den hör+lies Studios in Berlin-Charlottenburg aufgenommen wurden; hier war sie etwa als bestohlene Frau in Benjamin Blümchen als Weihnachtsmann (Folge 21) und als Frau Humer in Bibi Blocksberg zieht um (Folge 21) zu hören.
Vor der Kamera zeigte sich die dunkelhaarige Aktrice dagegen nur äußerst selten, so in dem Berliner Schwank Im Ballhaus ist Musike (1967).
Lola Luigis letzte bekannte Arbeit datiert mit dem Hörspiel Die Reise vom letzten Gedanken, einer Co-Produktion des SFB mit dem Hessischen Rundfunk aus dem Jahr 1991. Zu diesem Zeitpunkt lebte sie in Berlin-Schmargendorf. Weitere Informationen zu Leben und Wirken liegen seitdem nicht vor.

## Filmografie
- 1967: Im Ballhaus ist Musike – Ein Altberliner Tanzvergnügen
- 1972: Typisch Tantchen (Mini-Fernsehserie)
- 1976: Glück privat (Fernsehfilm nach einer Novelle von Kurt Tucholsky)

## Synchronrollen (Auswahl)
- 1952: Lohn der Angst für Véra Clouzot
- 1959: Bettgeflüster für Mary McCarty
- 1961: Barabbas für Valentina Cortese
- 1964: Meine Lieder – meine Träume für Portia Nelson
- 1965: James Bond 007 – Feuerball für Lois Maxwell
- 1966: Gespensterparty für Jeanne Arnold
- 1967: James Bond 007 – Man lebt nur zweimal für Lois Maxwell
- 1974: Das Gespenst der Freiheit für Alix Mahieux
- 1976: Familiengrab für Katherine Helmond

## Hörspiele (Auswahl)
- 1946: Gyges und sein Ring (Berliner Rundfunk)
- 1949: Heinrich Mann: Madame Legros (Lisette) (Deutschlandsender)[12]
- 1949: Der Falschmünzer (Berliner Rundfunk)
- 1950: Hermann Turowski: Der Präsidentenmacher (Berliner Rundfunk)
- 1956: Detlef Müller und Dieter Finnern: Das Seltsame in Herrn Huber (SFB)
- 1957: Macbeth (SFB)
- 1959: Brandenburger Tor (SFB)
- 1959: Günter Wagner: Das Spielzeugauto (SFB)
- 1960: Emil Breisach: Die drei Frauen des Herrn Abermann (SFB)
- 1962: Ammenmärchen (SFB)
- 1964: Harry Moore: Die Reise nach Italien (SFB)
- 1964: Bagnosträfling 4720 (SFB)
- 1964: Dieter Waldmann: Die Eroberung (SFB)
- 1964: Karlheinz Knuth: Im Juli Regen (Hanna Horstler) (SFB)
- 1964: Mischa Mleinek: Kreuzfahrt mit Kassandra (Ida, Prinzessin von Peleponien, unverehelicht) (SFB)
- 1965: Karlheinz Knuth: Auf freier Strecke – Regie: Lothar Kompatzki (SFB)
- 1965: Max Kretzer: Der Millionenbauer. Damals war’s – Geschichten aus dem alten Berlin (Tochter Anni) (Geschichte Nr. 5 in 15 Folgen) – Regie: Ivo Veit (RIAS Berlin)[13]
- 1967: O’Henry: Ein Weihnachtskind für Cherokee (SFB)
- 1967: August Heinrich Kober: Zirkus Renz. Damals war’s – Geschichten aus dem alten Berlin (Amanda Renz) (Geschichte Nr. 8 in 20 Folgen) – Regie: Ivo Veit (RIAS Berlin)[13]
- 1968: Hans Kasper: Tutula im Feigenbaum (Doris) (SFB)
- 1968: Guy de Maupassant: Der Preußen wegen nach Dieppe (Frau Carré-Lamadon) – Regie: Johannes Hendrich (SFB)
- 1969: Sheila Hodgson: Gewonnen (Mrs. Gittins) – Regie: Miklos Konkoly (SFB)
- 1969: Edwin Beyssel: Steinmüllers Erben. Damals war’s – Geschichten aus dem alten Berlin (Guste) (Geschichte Nr. 10 in 10 Folgen) – Regie: Ivo Veit (RIAS Berlin)[13]
- 1970: Die Wellenreiter (SFB/NDR)
- 1970: Erdmann Graeser: Herr Kanzleirat Ziepke. Damals war’s – Geschichten aus dem alten Berlin (Lotte, Hertas Freundin) (Geschichte Nr. 13 in 12 Folgen) – Regie: Ivo Veit (RIAS Berlin)[13]
- 1971: Cornelia Schöner: Drei Spatzen unterm Dach. Damals war’s – Geschichten aus dem alten Berlin (Luise Sperling) (Geschichte Nr. 14 in 10 Folgen) – Regie: Ivo Veit (RIAS Berlin)[13]
- 1972: Egon Polling: Hansemann & Söhne. Damals war’s – Geschichten aus dem alten Berlin (Wilhelmine Hansemann) (Geschichte Nr. 17 in 12 Folgen) – Regie: Ivo Veit (RIAS Berlin)[13]
- 1974: Alfred Andel: Der stramme Max. Damals war’s – Geschichten aus dem alten Berlin (Geschichte Nr. 21 in 12 Folgen) (Maria Meldrich) – Regie: Ivo Veit (RIAS Berlin)[13]
- 1976: Alfred Andel: Krösus Krause. Damals war’s – Geschichten aus dem alten Berlin (Minna Krause) (Geschichte Nr. 24 in 12 Folgen) – Regie: Ivo Veit (RIAS Berlin)[13]
- 1976: Erich Jakob: Die Kuckuckseier. Damals war’s – Geschichten aus dem alten Berlin (Frl. Maria Dingel, führt ein Papierwarengeschäft) (Geschichte Nr. 25 in 12 Folgen) – Regie: Ivo Veit (RIAS Berlin)[13]
- 1977: Erich Jacob: Wilhelm Wittes Witwen. Damals war’s – Geschichten aus dem alten Berlin (Frau Fröhlich) (Geschichte Nr. 27 in 12 Folgen) – Regie: Ivo Veit (RIAS Berlin)[13]
- 1977: Wolfdietrich Schnurre: Bleib bei mir (SFB)
- 1978: Werner Brink: Im Grunewald – Aus der Chronik eines Berliner Stadtteils (Dokumentation – SFB)
- 1978: Hans Joachim Hohberg: Der Tambour oder Wie das Huhn in den Kessel kommt (SFB)
- 1979: Matsuo Akimoto: Die Kinder (SFB)
- 1979: Hermine Jüttner: Die flotte Charlotte. Damals war’s – Geschichten aus dem alten Berlin (Brunhilde Käsebier, Schriftstellerin, Angebetete von Siggi Molinari) (Geschichte Nr. 30 in 8 Folgen) – Regie: Ivo Veit (RIAS Berlin)[13]
- 1981: Max Kruse: Kasper Laris Abenteuer: Die Geisterstunde (Amalia) (Kinderhörspiel – SFB)
- 1982: Das Gesicht, das mein Gesicht gefangen hält (SFB/WDR)
- 1989: Schöneberg Pick Up (SFB)[14]
- 1990: Noday. Nodate. Erinnerung an einen Besuch (SFB)
- 1991: Edgar Hilsenrath: Das Märchen vom letzten Gedanken (SFB/HR)

## Hörspiele bei Kiosk
- Benjamin Blümchen auf dem Baum (8) als Frau[15]
- Benjamin Blümchen und das Schloss (10) als Frau Klein
- Benjamin Blümchen als Briefträger (12) als Zweite Frau
- Benjamin Blümchen als Weihnachtsmann (21) als Alte Frau
- Benjamin Blümchen auf dem Rummel (29) als Oma
- Benjamin Blümchen als Gärtner (47) als Tante Hilde
- Benjamin Blümchen ist krank (54) als Frau Poldinger
- Bibi Blocksberg und die Zauberlimonade (3) als Frau
- Bibi Blocksberg und die Bankräuber (4) als Frau
- Bibi Blocksberg zieht um (21) als Frau Humer
- Die kleinen Detektive: Die Trickbetrügerin (7) als Gertrude Lieblich
- Jan Tenner: Angriff der grünen Spinnen (1) als Frau
- Jim Salabim: Der verrückte Professor (3) als Jule